# Lijst van afleveringen van Law & Order: Trial by Jury
Dit is een lijst met afleveringen van de Amerikaanse televisieserie Law & Order: Trial by Jury. De serie telt 1 seizoen. Een overzicht van alle afleveringen is hieronder te vinden.

## Seizoen 1 (2005-2006)
| nr. | Titel                      | Regisseur          | Schrijver(s)                  | Uitzenddatum    |
| --- | -------------------------- | ------------------ | ----------------------------- | --------------- |
| 1   | The Abominable Showman     | Jean de Segonzac   | Dick Wolf                     | 3 maart 2005    |
| 2   | 41 Shots                   | Caleb Deschanel    | Walon Green                   | 4 maart 2005    |
| 3   | Vigilante                  | Dwight H. Little   | David Wilcox                  | 11 maart 2005   |
| 4   | Truth or Consequences      | Constantine Makris | David Wilcox & Walon Green    | 18 maart 2005   |
| 5   | Baby Boom                  | Michael Pressman   | Pamela J. Wechsler            | 25 maart 2005   |
| 6   | Pattern of Conduct         | Constantine Makris | Pamela J. Wechsler            | 1 april 2005    |
| 7   | Bang & Blame               | Caleb Deschanel    | Chris Levinson                | 8 april 2005    |
| 8   | Skeleton                   | David Platt        | David Wilcox                  | 15 april 2005   |
| 9   | The Line                   | Richard Pearce     | Tony Phelan & Joan Rater      | 22 april 2005   |
| 10  | Blue Wall                  | Joe Ann Fogle      | Rick Eid                      | 29 april 2005   |
| 11  | Day                        | Caleb Deschanel    | Chris Levinson & Amanda Green | 3 mei 2005      |
| 12  | Boys Will Be Boys          | Aaron Lipstadt     | Rick Eid                      | 6 mei 2005      |
| 13  | Eros in the Upper Eighties | Joe Ann Fogle      | Chris Levinson                | 21 januari 2006 |